# Лак Мегантик (Квебек)
Лак Мегантик (фр. Lac-Mégantic) је град у Канади у покрајини Квебек. Према резултатима пописа 2011. у граду је живело 5.932 становника.
Град је дубоко погођен железничком несрећом 2013. године у којој је одбегли теретни воз који је превозио нафту експлодирао. Том приликом погинуло је 47 особа и изгорело је око половина свих зграда у ужем центру града, укључујући и градске архиве и библиотеку, а због контаминације нафтом све што је након пожара остало да стоји морало је да буде срушено и поново изграђено.

## Становништво
Према резултатима пописа становништва из 2011. у граду је живело 5.932 становника, што је за 0,6% мање у односу на попис из 2006. када је регистровано 5.967 житеља.
| 2006. | 2011. |
| ----- | ----- |
| 5.967 | 5.932 |